# رولاند مولر (ممثل)
رولاند مولر (بالدنماركية: Roland Møller)‏ هو ممثل دانمركي، ولد في 1 أغسطس 1972 بأودنسه في الدنمارك.

## أعمال

### أفلام
- (2015) أرض الألغام[5]
- (2017) بابيلون
- (2017) شقراء ذرية[6]
- (2018) الراكب
- (2018) ناطحة سحاب

## وصلات خارجية
- رولاند مولر على موقع IMDb (الإنجليزية)
- رولاند مولر على موقع ألو سيني (الفرنسية)
- رولاند مولر على موقع أول موفي (الإنجليزية)
- رولاند مولر على موقع قاعدة بيانات الأفلام السويدية (السويدية)
- رولاند مولر على موقع قاعدة بيانات الفيلم (الإنجليزية)
- رولاند مولر على موقع كينوبويسك (الروسية)